# 埃伯斯纸草卷
埃伯斯纸草卷（英語：Ebers Papyrus），是埃及草药知识的莎草纸，可追溯到公元前1550年。是古埃及最古老、最重要的医学莎草纸，格奥尔格·埃伯斯（Georg Ebers）于1873–74年冬天在埃及的卢克索购买了它。它目前保存在德国莱比锡大学的图书馆中。
整份卷轴大约有110页，被认为是世界上最古老的医学文献之一，内容包含有大约700种神奇配方和草药。这份文献更说明了古埃及人对心脏作为身体血液供应中心的认识，但同时也包含了摆脱恶魔的咒语，更涵盖了避孕、哮喘、骨骼、牙科和烧伤等医学科目。
这份纸莎草中描写了一种可以用在哮喘病人身上的加热草药医学疗法，内容指示患者要吸入特定草药加热后产生的烟雾；内容中更有一种可以治療幾內亞線蟲病的方法，在3500多年后的今天仍在使用。

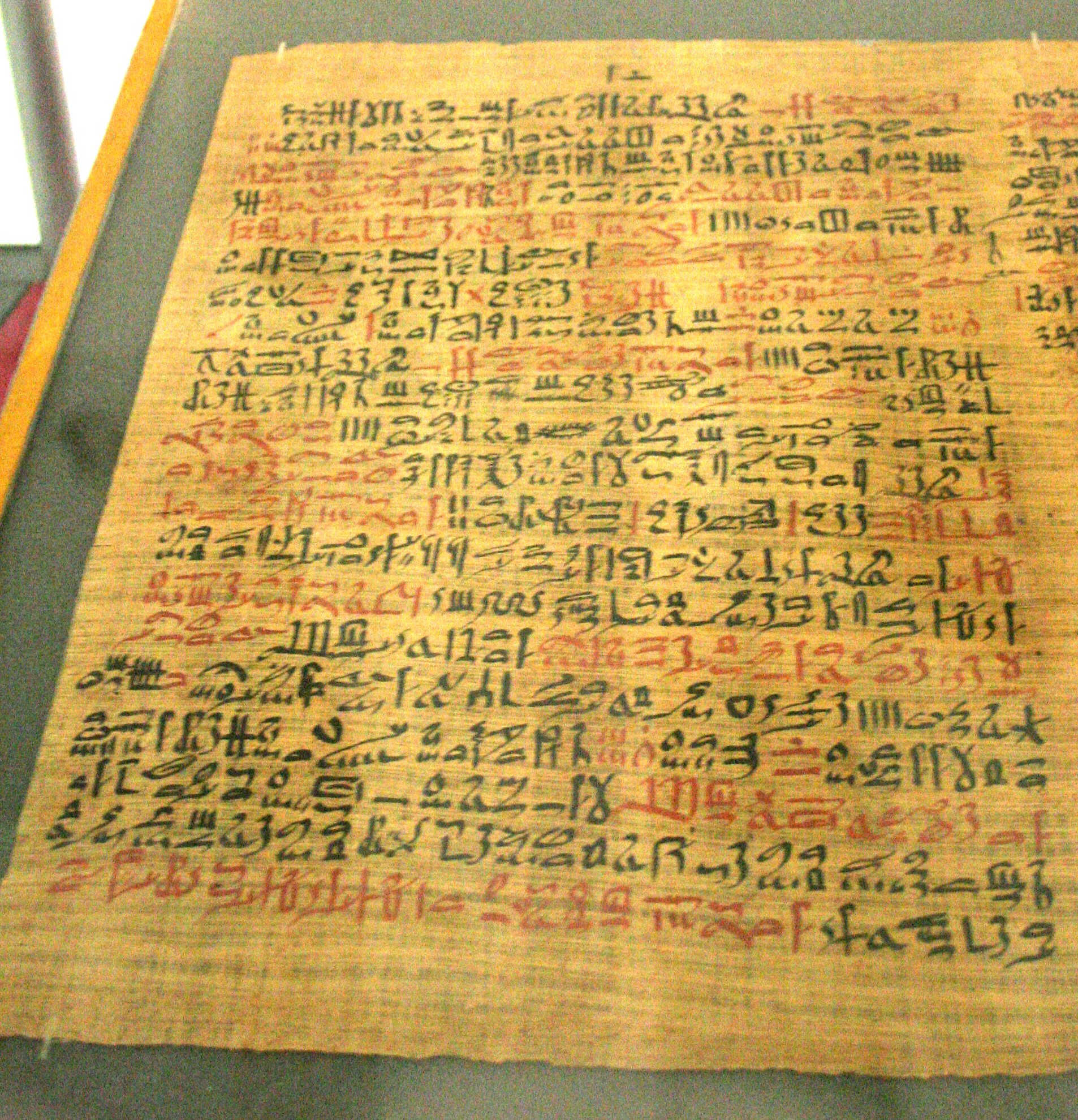
古埃及埃伯斯纸草卷（公元前1550年）

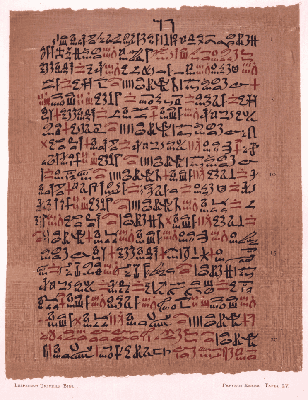
埃伯斯纸草卷建議治療氣喘的方法是，將香草的混合物在磚上加熱，使患者得以吸入其煙霧。